# Аканджієво
Аканджі́єво (болг. Аканджиево) — село в Пазарджицькій області Болгарії. Входить до складу общини Белово.

## Населення
За даними перепису населення 2011 року у селі проживали 420 осіб, з них 414 осіб (99,3%) — болгари.
Розподіл населення за віком у 2011 році:
Динаміка населення: